# Liste des sièges menés par Démétrios Ier Poliorcète
Sauf précision contraire, les dates de cet article sont sous-entendues « avant l'ère commune » (AEC), c'est-à-dire « avant Jésus-Christ ».
Cette page présente une liste non-exhaustive des cités conquises ou assiégées par Démétrios Poliorcète durant ses campagnes militaires de 311 à 285 av. J.-C.

## Liste des sièges
- Victoire - 25
- Défaite - 2
- Résultat inconnu ou indécis - 3

| Date             | Ville assiégée     | Alliés (y compris Démétrios)                 | Adversaires                                    | Résultat                                                                              | Références |
| 311              | Es-Sela            | - Démétrios Poliorcète                       | - Nabatéens                                    | - Retrait de Démétrios après avoir été repoussé - Accords d'amitié avec les Nabatéens | [ 1 ]      |
| 311-309 ?        | Babylone           | - Démétrios Poliorcète                       | - Séleucos                                     | - Prise de Babylone                                                                   | ,          |
| 307              | Mégare             | - Démétrios Poliorcète                       | - Garnison de Cassandre                        | - Prise de Mégare                                                                     | ,          |
| 307              | Athènes            | - Démétrios Poliorcète                       | - Démétrios de Phalère - Garnison de Cassandre | - Prise de Mounychia puis d'Athènes                                                   | ,          |
| 306              | Carpasia (en)      | - Démétrios Poliorcète - Antigone le Borgne  | - Ménélaos - Ptolémée                          | - Prise de Carpasia                                                                   | [ 5 ]      |
| 306              | Urania             | - Démétrios Poliorcète - Antigone le Borgne  | - Ménélaos - Ptolémée                          | - Prise d'Urania                                                                      | [ 5 ]      |
| 306              | Salamine de Chypre | - Démétrios Poliorcète - Antigone le Borgne  | - Ménélaos - Ptolémée                          | - Prise de Salamine de Chypre puis de toute l'île                                     | ,          |
| 305-304          | Rhodes             | - Démétrios Poliorcète - Antigone le Borgne  | - Arès - Ptolémée - Lysimaque - Cassandre      | - Retraite de Démétrios après sa défaite - Érection du Colosse de Rhodes              | ,          |
| 304              | Chalcis            | - Démétrios Poliorcète                       | - Chalcis - Thèbes - Cassandre                 | - Prise de Chalcis                                                                    | [ 7 ]      |
| 304              | Oropos             | - Démétrios Poliorcète                       | - Oropos - Thèbes - Cassandre                  | - Prise d'Oropos                                                                      | [ 7 ]      |
| 304              | Phylé              | - Démétrios Poliorcète                       | - Garnison de Cassandre                        | - Prise de Phylé                                                                      | ,          |
| 304              | Panacton           | - Démétrios Poliorcète                       | - Garnison de Cassandre                        | - Prise de Panacton                                                                   | ,          |
| 304              | Cenchrées          | - Démétrios Poliorcète                       | - Cenchrées                                    | - Prise de Cenchrées                                                                  | [ 6 ]      |
| 304              | Épidaure           | - Démétrios Poliorcète                       | - Épidaure                                     | - Prise d'Épidaure                                                                    | [ 6 ]      |
| 303              | Sicyone            | - Démétrios Poliorcète                       | - Garnison de Ptolémée                         | - Prise de Sicyone                                                                    | [ 6 ]      |
| 303              | Corinthe           | - Démétrios Poliorcète                       | - Corinthe                                     | - Prise de Corinthe                                                                   | [ 6 ]      |
| 303              | Bouras             | - Démétrios Poliorcète                       | - Bouras                                       | - Prise de Bouras                                                                     | [ 6 ]      |
| 303              | Skýros             | - Démétrios Poliorcète                       | - Skýros                                       | - Prise de Skýros                                                                     | [ 6 ]      |
| 303              | Argos              | - Démétrios Poliorcète                       | - Argos                                        | - Prise d'Argos                                                                       | [ 6 ]      |
| 303              | Orchomène          | - Démétrios Poliorcète                       | - Orchomène                                    | - Prise d'Orchomène                                                                   | [ 6 ]      |
| 300-299          | Lampsaque          | - Démétrios Poliorcète                       | - Garnison de Lysimaque - Lysimaque            | - Prise de Lampsaque à deux reprises dans le cadre de raids                           | [ 8 ]      |
| Entre 298 et 295 | Messène            | - Démétrios Poliorcète                       | - Nicodème de Messène - Messène                | - Prise de Messène probable mais pas certaine                                         | ,          |
| 294              | Rhamnonte          | - Démétrios Poliorcète                       | - Rhamnonte                                    | - Prise de Rhamnonte                                                                  | [ 10 ]     |
| 294              | Éleusis            | - Démétrios Poliorcète                       | - Éleusis                                      | - Prise d'Éleusis                                                                     | [ 10 ]     |
| 294              | Athènes            | - Démétrios Poliorcète                       | - Athènes                                      | - Prise d'Athènes                                                                     | [ 10 ]     |
| 294              | Sparte             | - Démétrios Poliorcète                       | - Sparte                                       | - Pas certain qu'il ait fait le siège de la ville, malgré deux batailles victorieuses | [ 10 ]     |
| 293              | Thèbes             | - Démétrios Poliorcète                       | - Thèbes - Sparte                              | - Prise de Thèbes                                                                     | [ 10 ]     |
| 292-291          | Thèbes             | - Démétrios Poliorcète - Antigone II Gonatas | - Thèbes                                       | - Prise de Thèbes                                                                     | [ 10 ]     |
| 287              | Athènes            | - Démétrios Poliorcète                       | - Athènes                                      | - Retraite de Démétrios après sa défaite                                              | [ 10 ]     |
| 287              | Sardes             | - Démétrios Poliorcète                       | - Sardes - Lysimaque                           | - Prise de Sardes                                                                     | [ 10 ]     |